# Mundus Vini
Der Internationale Weinpreis MUNDUS VINI ist ein großer internationaler Wettbewerb für Weine aus allen Weinbaugebieten. Der Wettbewerb wurde 2001 durch die eigens gegründete MUNDUS VINI GmbH – Internationale Weinakademie gestiftet.
Darüber hinaus ist MUNDUS VINI Mitglied der Féderation Mondiale des Grands Concours de Vins et de Spiritueux in Kanada (VinoFed).
Die Bewertung der Weine erfolgt mittels eines 100-Punkte-Schemas, das im Auftrag der OIV vom Internationalen Önologen Verband erstellt wurde. Dieses mathematische Schema sieht für die Kriterien Aussehen, Geruch, Geschmack, Harmonie/Gesamteindruck jeweils gewichtete Punktzahlen vor. Im Idealfall kann ein Wein in Summe der Kriterien 100 Punkte erreichen. Jeder Wein wird von einer Kommission, die sich jeweils aus 5–7 Juroren zusammensetzt, verkostet und bewertet. Dabei ist zu beachten, dass die Jury 4/7 internationale und 3/7 nationale Verkoster aufweist. Bis 2012 wurden entsprechend dem Reglement der OIV maximal ein Drittel der eingereichten Produkte prämiert. Ab 2013 können bis zu 40 % der eingereichten Weine prämiert werden. Die Prämierungsstufen sind Großes Gold, Gold und Silber (Gold ist also nicht die höchste Stufe).
Ein Beispiel für eine Kategorie ist trockener Weißwein im LEH unter 4 Euro Regalpreis (inkl. Mwst). Es könnte also ein preisgünstiger Wein prämiert werden, während ein besser bewerteter teurer Wein leer ausgeht. Traditionsgemäß findet die Preisverleihung für Bioweine im Rahmen der Branchenmesse Biofach jährlich in Nürnberg statt.

## Medienwirksamkeit
Der Neustädter Meininger Verlag berichtet in einem Sonderheft über die Ergebnisse des Wettbewerbs, die Weine und ihre Erzeuger. Das Heft wird mit einer Auflage von über 100.000 Exemplaren in allen Wein-, Getränke- sowie Gastronomie-Zeitschriften des Verlages und über Kundeninformationsmailings der Preisträger distribuiert.